# Глостер (округ, Виргиния)
Глостер (англ. Gloucester County) — округ в США, штате Виргиния. По состоянию на 2010 год, численность населения составляла 36 858 человек. Получил своё название в честь графа Глостерского (третьего сына короля Карла I).

## География
По данным Бюро переписи США, общая площадь округа равняется 746 км², из которых 565 км² суша и 181 км² или 24,4 % это водоёмы.

### Соседние округа
- Мидлсекс (Виргиния) — север
- Матьюс (Виргиния) — восток
- Йорк (Виргиния) — юг
- Джеймс-Сити (Виргиния) — юго-запад
- Кинг-энд-Куин (Виргиния) — запад

## Демография
По данным переписи населения 2010 года в округе проживает 36 858 жителей в составе 15 663 домашних хозяйств и 9 884 семей. Плотность населения составляет 62 человек на км². На территории округа насчитывается 14 494 жилых строений, при плотности застройки 26 строений на км². Расовый состав населения: белые — 87,2 %, афроамериканцы — 8,7 %, коренные американцы (индейцы) — 0,4 %, азиаты — 0,8 %, гавайцы — 0,0 %, представители других рас — 0,6 %, представители двух или более рас — 2,3 %. Испаноязычные составляли 2,5 % населения.
В составе 35,20 % из общего числа домашних хозяйств проживают дети в возрасте до 18 лет, 61,40 % домашних хозяйств представляют собой супружеские пары проживающие вместе, 9,90 % домашних хозяйств представляют собой одиноких женщин без супруга, 24,70 % домашних хозяйств не имеют отношения к семьям, 20,30 % домашних хозяйств состоят из одного человека, 8,20 % домашних хозяйств состоят из престарелых (65 лет и старше), проживающих в одиночестве. Средний размер домашнего хозяйства составляет 2,62 человека, и средний размер семьи 3,02 человека.
Возрастной состав округа: 26,20 % моложе 18 лет, 6,80 % от 18 до 24, 30,40 % от 25 до 44, 24,80 % от 45 до 64 и 11,80 % от 65 и старше. Средний возраст жителя округа 38 лет. На каждые 100 женщин приходится 96,50 мужчин. На каждые 100 женщин старше 18 лет приходится 92,90 мужчин.
Средний доход на домохозяйство в округе составлял 45 421 USD, на семью — 48 760 USD. Среднестатистический заработок мужчины был 35 838 USD против 24 325 USD для женщины. Доход на душу населения был 19 990 USD. Около 6,80 % семей и 8,70 % общего населения находились ниже черты бедности, в том числе — 9,70 % молодёжи (тех кому ещё не исполнилось 18 лет) и 8,50 % тех кому было уже больше 65 лет.